# Filtració de documents diplomàtics dels Estats Units
Filtració de documents diplomàtics dels Estats Units, també Papers del departament d'estat o Cablegate, són els noms pels quals es coneix a la filtració massiva de documents interns del Departament d'Estat dels Estats Units el 28 de novembre de 2010 realitzada per WikiLeaks.

## Filtració i difusió
La filtració i difusió per mitjà d'Internet va començar el 28 de novembre de 2010, moment en el qual el lloc web de filtracions WikiLeaks i cinc grans diaris van començar a publicar, de manera parcial, documents confidencials que pertanyen a comunicacions internes entre el Departament d'Estat i les seves ambaixades repartides per tot el món. La filtració d'aquests missatges diplomàtics o cables va ser la tercera en una sèrie de filtracions de documents classificats d'organismes nord-americans realitzada per Wikileaks el 2010, al mes de juliol s'havien difós massivament documents relatius a la Guerra de l'Afganistan i a l'octubre es va repetir amb documents de la Guerra de l'Iraq.
Els primers 291 dels 251.287 documents (cables o comunicacions oficials entre el Departament d'Estat estatunidenc amb les seves ambaixades arreu del món) obtinguts per WikiLeaks van ser difosos el 28 de novembre per la mateixa web de l'organització i de manera simultània a una detallada cobertura de premsa dels diaris El País (Espanya), Le Monde (França), el setmanari alemany Der Spiegel (Alemanya), The Guardian (Regne Unit) i The New York Times (Estats Units). Del total de documents, 130.000 estaven sense classificar, uns 100.000 eren confidencials i 15.000 amb un alt nivell de secret en l'escala de classificació. La premsa anglosaxona parla de l'United States diplomatic cables leak, Cable Gate o Secret US Embassy Cables. Després de la primera publicació, WikiLeaks va anunciar que la resta de documents serien difosos íntegrament en diverses fases al llarg de les següents setmanes.
Les filtracions de telegrames i documents, de caràcter no secret, confidencial i secrets, afecten un gran nombre de països, entre ells l'Argentina, Espanya, Afganistan, Bòsnia Hercegovina, Brasil, Canadà, Mèxic, Xina, Alemanya, Índia, Iran, Israel, Itàlia, les dues Corees, Kuwait, Pakistan, Aràbia Saudita, Sèrbia i Kosovo, Síria, Turquia, Unió dels Emirats Àrabs Units, Regne Unit, Iemen.

### Reaccions
Les reaccions a la filtració massiva de documents va variar des de la condemna generalitzada dels governs occidentals, l'expressió d'interès per part dels analistes i periodistes pel contingut classificat i la seva repercussió en la diplomàcia a la defensa WikiLeaks enfront de les crítiques sorgides. Entre les reaccions del mateix govern nord-americà, el Secretari de Premsa de la Casa Blanca, Robert Gibbs, va dir que «un govern obert i transparent és una cosa que el President considera molt important, però el robatori d'informació classificada i la seva difusió és un crim».
El 29 de novembre de 2010, l'exsenadora d'Alaska i excandidata a vicepresidenta pel Partit Republicà, Sarah Palin, va demanar a la seva pàgina a Facebook al govern d'Obama que capturés a Assange, ja que ha de tenir la mateixa urgència que perseguir Al-Qaida i els líders talibans. El 30 de novembre un dels presentadors la FOX, Bill O'Reilly, demanava l'execució dels membres de WikiLeaks i dels que filtren els documents. L'alt càrrec del govern del Canadà, Tom Flanagan, assessor del primer ministre, en una entrevista a la BBC diu que Julian Assange hauria de ser assassinat.
Alguns exdiplomàtics espanyols, Máximo Cajal, Fernando Schwartz, Emilio Menéndez, celebren que surtin a la llum 250.000 documents secrets de la major potència del món creuen que només hi ha motius per celebrar la filtració.

## Unes filtracions

### Argentina: Hillary Clinton va indagar en la salut mental de la presidenta Cristina Kirchner
La secretaria d'estat nord-americana, Hillary Clinton va mostrar tant interès a conèixer la personalitat del matrimoni Kirchner (Cristina Kirchner i Néstor Kirchner) que en el cable 242.255 es demanen respostes sobre l'estat mental i la salut de Cristina així com d'altres comportaments emocionals del matrimoni.

### Bolívia: presumpte tumor del president Evo Morales
El ministre de Defensa de Brasil, Nelson Jobim, va afirmar que el mandatari bolivià Evo Morales pateix un greu tumor prop del seu nas, segons una comunicació de l'Ambaixada dels Estats Units.

### Cuba i Veneçuela: espies cubans a Veneçuela
Segons el cable 246071, espies cubans actuarien lliurement en Veneçuela i despatxaria amb Hugo Chávez. A més altres nombrosos documents revelarien l'eficàcia dels serveis secrets cubans contra dissidents, la caiguda d'imatge dels EUA a Veneçuela, entre altres assumptes.

### Espanya: assassinat de José Couso durant la Invasió de l'Iraq de 2003
Els cables de l'ambaixada nord-americana a Espanya haurien confirmat les pressions del llavors ambaixador Eduardo Aguirre i la conveniència del Govern de José Luis Rodríguez Zapatero (amb les figures del fiscal general de l'Estat, Cándido Conde-Pumpido i el fiscal en cap de l'Audiència Nacional, Javier Zaragoza) en l'ocultació de delictes i en la col·laboració amb les autoritats nord-americanes per impedir la investigació de l'assassinat de José Couso durant la Invasió de l'Iraq de 2003.